# Jean-Claude Delmas
Pour les articles homonymes, voir Delmas.
Jean-Claude Delmas est un journaliste, reporter-photographe français né le 8 mars 1943 à Dijon. 

## Biographie
Jean-Claude Delmas naît en 1943 à Dijon. Il fait des études « en dilettante » au lycée Carnot de Dijon. Il s’engage dans la Marine nationale puis revient dans sa ville natale après quelques années.
Passionné par la photographie, il réalise à dix-huit ans son premier reportage photos avec un boîtier Edixa-Mat équipé d'un objectif de 50 mm pendant la crise de Bizerte en Tunisie en juillet 1961, au cours de la guerre d'Algérie. Il montrera ces premières photos dans une exposition à la base d'aéronautique navale de Karouba à Bizerte.
En 1964 Jean-Claude Delmas commence sa carrière de journaliste professionnel comme reporter-photographe au quotidien Les Dépêches de Côte-d'Or à Dijon, pour lequel il couvre l’actualité dijonnaise et régionale pendant dix ans. Il travaille ensuite pour l'Agence France-Presse et l'agence Reuters de 1974 à 1990.   
Il couvre les obsèques du Général de Gaulle en 1970, la prise d'otages en 1971 par Claude Buffet et Roger Bontems à la centrale de Clairvaux, l'affaire Lip, la fusillade entre vignerons et CRS à Montredon-des-Corbières en mars 1976, l'affaire Grégory, les campagnes électorales de Jacques Chirac, les voyages du pape Jean-Paul II, la campagne présidentielle de François Mitterrand en 1981,, ainsi que les grands événements sportifs, Jeux olympiques d'été et d'hiver, Coupe du monde de football, Tour de France cycliste, Coupe du monde de rugby et Tournois des Cinq Nations, Championnats du monde de gymnastique.
Sa photo de Jacques Chirac sautant par dessus un tourniquet du métro parisien, à la station de métro Aubert au cours d’une campagne électorale en décembre 1980, est devenue iconique,.
Passionné de jazz, Jean-Claude Delmas parcourt les grands festivals européens de Montreux à Marciac en passant par Nice et Antibes Juan-les-Pins, et photographie tous les musiciens de la seconde moitié du XXe siècle et du début du XXIe siècle, de Duke Ellington à Oscar Peterson, de Miles Davis à Wynton Marsalis, de Gerry Mulligan, Stan Getz à Sonny Rollins, de Julian Cannonball Adderley à Phil Woods, de Stéphane Grappelli à Biréli Lagrène et Dee Dee Bridgewater.
Il se passionne aussi pour les « différentes cultures à travers le monde, regard posé sur les humains, les arts, l'histoire, l'architecture, les religions, les civilisations, les grands sites, la vie animalière et même la nature si belle quand on sait la regarder ».
Jean-Claude Delmas vit sur l'île de La Réunion où il a pris sa retraite,.

## Récompenses
- 1978 : 1er prix « Martini » de la meilleure photo sportive en 1979 avec la photo de l’abandon de Bernard Thévenet dans la montée d'un col pyrénéen lors du Tour de France 1978[1].
- 1981 : Primé au World Press Photo pour une photo des épreuves de gymnastique prise aux Jeux Olympiques de Moscou en 1980[1].
- 1984 : 1er prix international de la meilleure photo sportive de l'Association internationale de la presse sportive (AIPS) – Adidas en 1985 pour la photo de la chute de l'athlète américaine Mary Decker aux Jeux olympiques de Los Angeles en 1984[15],[1].

## Expositions
Liste non exhaustive
- 2005 : Agence France Presse, 1944-2004, photographies, exposition collective, Bibliothèque nationale de France, Paris.
- 2016 : Insolents Instantanés, bibliothèque de la Source, Saint-Denis de La Réunion[16]
- 2017 : Jazz à l'âme, Jazz dans l'âme, ancien hôtel de ville de Saint-Denis de La Réunion[13].

## Publications
Liste non exhaustive
- avec Jean-François Bazin, Les Gargouilles de Notre-Dame, Cléa, 2006, 125 p. (ISBN 9782913835573, présentation en ligne).
- Agence France Presse, 1944-2004 : photographies, Bibliothèque nationale de France/Agence France-Presse, 2004, 129 p. (ISBN 9782717723182).